# Copa Mundial de Clubes de la FIFA 2007
La Copa Mundial de Clubes de la FIFA 2007 fue la cuarta edición del torneo organizado por la FIFA, que se disputó en diciembre en Japón. El evento fue disputado por los campeones de las distintas confederaciones más el campeón local, por ser sede organizadora (a menos que el campeón de su continente sea otro equipo de ese país, entonces este cupo se le otorga al subcampeón, a fin de evitar equipos de la misma nación).
En la final de la competición se enfrentaron el equipo sudamericano Boca Juniors y el europeo AC Milan. Este último se impuso a su rival 4-2 coronándose campeón del mundo.

## Sedes
Tres estadios fueron elegidos para ser sedes de esta competencia:
| Yokohama                          | Tokio                     | Toyota            |
| --------------------------------- | ------------------------- | ----------------- |
| Estadio Internacional de Yokohama | Estadio Olímpico de Tokio | Estadio Toyota    |
| Capacidad: 73.237                 | Capacidad: 57.363         | Capacidad: 45.000 |
|                                   |                           |                   |
| Yokohama Tokio Toyota             |                           |                   |

## Árbitros
Fueron elegidos siete árbitros para los partidos, proviniendo de todas las confederaciones (siendo la AFC de la que designaron dos). Además de dos árbitros asistentes, sin ser precisamente de la misma nacionalidad.
| Zona                    | Árbitro            | País          | Árbitro asistente           | País          |
| ----------------------- | ------------------ | ------------- | --------------------------- | ------------- |
| Africana                | Coffi Codjia       | Benín         | Evarist Menkouande          | Camerún       |
|                         |                    |               | Celestin Ntagungira         | Ruanda        |
| Asiática                | Mark Shield        | Australia     | Nathan Gibson               | Australia     |
|                         | Hiroyoshi Takayama | Japón         | Ben Wilson                  | Australia     |
| Europea                 | Claus Bo Larsen    | Dinamarca     | Bill Hansen                 | Dinamarca     |
|                         |                    |               | Henrik Sonderby             | Dinamarca     |
| Norte y Centroamericana | Marco Rodríguez    | México        | José Camargo                | México        |
|                         |                    |               | Pedro Rebollar              | México        |
| Oceánica                | Peter O'Leary      | Nueva Zelanda | Brent Best                  | Nueva Zelanda |
|                         |                    |               | Matthew Taro                | Islas Salomón |
| Sudamericana            | Jorge Larrionda    | Uruguay       | Mauricio Espinosa Rodríguez | Uruguay       |
|                         |                    |               | Miguel Nievas               | Uruguay       |

## Clubes clasificados
Fueron decidiéndose a lo largo del año a través de las seis mayores competiciones continentales. Transcurso que aprovechó el comité ejecutivo del ente organizador para realizar modificaciones al formato respecto de la edición anterior:
- El 23 de marzo introdujo un repechaje entre el ganador de la Liga de Campeones de Oceanía y el campeón del torneo del país anfitrión.[1]
- El 13 de agosto determinó que el club ganador de ese partido, disputará los cuartos de final contra el campeón de Asia, a fin de evitar la presencia dos equipos de una misma confederación en semifinales[2] (en caso de que el campeón japonés pase). Por lo tanto, automáticamente el representante de África enfrenta al de Norteamérica. El campeón de Sudamérica (que también se lo considera campeón de América),[3] y el de Europa, ingresan directamente a semifinales, y no se cruzan. Los otros dos semifinalistas surgen de las eliminaciones antes nombradas.

En cursiva los debutantes del torneo.
| Confederación                    | Equipo             | Vía de clasificación                                  |
| -------------------------------- | ------------------ | ----------------------------------------------------- |
| UEFA (Europa)                    | Milan              | Campeón de la Liga de Campeones de la UEFA (2006-07)  |
| Conmebol (América del Sur)       | Boca Juniors       | Campeón de la Copa Libertadores de América (2007)     |
| Concacaf (Norte y Centroamérica) | Pachuca            | Campeón de la Copa de Campeones de la Concacaf (2007) |
| AFC (Asia)                       | Urawa Red Diamonds | Campeón de la Liga de Campeones de la AFC (2007)      |
| CAF (África)                     | Étoile du Sahel    | Campeón de la Liga de Campeones de la CAF (2007)      |
| OFC (Oceanía)                    | Waitakere United   | Campeón de la Liga de Campeones de la OFC (2007)      |
| País organizador (Japón)         | Sepahan*           | Subcampeón de la Liga de Campeones de la AFC (2007)   |

*Sepahan tomó el cupo del campeón japonés debido a que Urawa Red Diamonds de ese país fue el campeón asiático, y por reglamento no puede haber dos clubes del mismo país.

## Reglamento
Todos los enfrentamientos se resuelven a partido único. En caso de empate está establecido que se juegue un tiempo extra de 30 minutos (exceptuando el partido por el tercer lugar). Si persiste la igualdad, se recurre al sistema de tiros desde el punto penal.

## Premios y novedades
Según anunció el presidente de la FIFA, Joseph Blatter, en una conferencia de prensa posterior al comité ejecutivo que el equipo ganador del torneo recibiría una suma de cinco millones de dólares, mientras que el segundo lugar obtendría cuatro. La suma total de premios asciende a dieciséis millones.
Además, se sometió a prueba un balón inteligente, este consta de un chip, que cuando traspasa la línea de meta le informa al reloj del árbitro si la jugada terminó en gol o no.

## Desarrollo
El torneo comenzó con la victoria del Sepahan contra el Waitakere United por tres tantos contra uno. A los cuatro minutos de juego Mohammed había marcado dos goles para el conjunto iraní el cual comenzado el segundo tiempo definió el partido tras el gol de Abu Al-Hail. Finalmente el equipo neozelandés logró el descuento, pero el resultado final clasificó al equipo asiático a la siguiente ronda.
En los cuartos de final, Pachuca se enfrentó a Étoile du Sahel. Durante el partido, el equipo mexicano no pudo concretar ninguna acción de gol, costándole al final, cuando al minuto 85 un tiro de Narry le dio el triunfo al conjunto tunecino.
El otro partido lo protagonizaron el Sepahan y el Urawa Red Diamonds. Aquí otra vez el equipo japonés mostró ser superior (como lo fue en la propia final asiática), ganando por 3-1.
El Étoile du Sahel al clasificar a la semifinal enfrentó a Boca Juniors. Después de unos 30 minutos muy trabados, anotó Cardozo para el equipo argentino, gol que definió el pase a la final.
Para decidir quién será el rival, por la otra llave el AC Milan enfrentó al Urawa Red Diamonds. El conjunto italiano ganó gracias a un tanto de Seedorf en el segundo tiempo.
Finalmente, el ganador de este último partido volvió a triunfar por más de un gol contra el campeón sudamericano, coronándose campeón mundial.

## Calendario y resultados
- Los horarios corresponden a la hora de Japón (UTC+9)

### Cuadro de desarrollo
|  | Eliminación preliminar  | Eliminación preliminar |                            |                 | Cuartos de final         | Cuartos de final         |  |  | Semifinales | Semifinales |  |  | Final                      | Final |
|  | 7 de diciembre – Tokio  |                        |                            |                 |                          |                          |  |  |             |             |  |  |                            |       |
|  | Sepahan                 | 3                      |                            |                 | 10 de diciembre – Toyota | 10 de diciembre – Toyota |  |  |             |             |  |  |                            |       |
|  | Sepahan                 | 3                      |                            |                 | 10 de diciembre – Toyota | 10 de diciembre – Toyota |  |  |             |             |  |  |                            |       |
|  | Waitakere United        | 1                      |                            |                 | Sepahan                  | 1                        |  |  |             |             |  |  |                            |       |
|  | Waitakere United        | 1                      | 13 de diciembre – Yokohama |                 | Sepahan                  | 1                        |  |  |             |             |  |  |                            |       |
|  |                         |                        |                            |                 | Urawa Red D.             | 3                        |  |  |             |             |  |  |                            |       |
|  | Urawa Red D.            | 0                      |                            |                 | Urawa Red D.             | 3                        |  |  |             |             |  |  |                            |       |
|  | Urawa Red D.            | 0                      |                            |                 |                          |                          |  |  |             |             |  |  |                            |       |
|  |                         |                        | Milan                      | 1               |                          |                          |  |  |             |             |  |  |                            |       |
|  |                         |                        | Milan                      | 1               |                          |                          |  |  |             |             |  |  |                            |       |
|  |                         |                        | 16 de diciembre – Yokohama |                 |                          |                          |  |  |             |             |  |  |                            |       |
|  |                         |                        |                            |                 |                          |                          |  |  |             |             |  |  |                            |       |
|  | Milan                   | 4                      |                            |                 |                          |                          |  |  |             |             |  |  |                            |       |
|  | Milan                   | 4                      | 9 de diciembre – Tokio     |                 |                          |                          |  |  |             |             |  |  |                            |       |
|  |                         | Boca Juniors           | 2                          |                 |                          |                          |  |  |             |             |  |  |                            |       |
|  |                         |                        | 2                          | Étoile du Sahel | 1                        |                          |  |  |             |             |  |  |                            |       |
|  | 12 de diciembre – Tokio |                        |                            | Étoile du Sahel | 1                        |                          |  |  |             |             |  |  |                            |       |
|  |                         | Pachuca                | 0                          |                 |                          |                          |  |  |             |             |  |  |                            |       |
|  | Étoile du Sahel         | Pachuca                | 0                          | 0               |                          |                          |  |  |             |             |  |  |                            |       |
|  | Étoile du Sahel         |                        | Tercer lugar               | 0               |                          |                          |  |  |             |             |  |  |                            |       |
|  |                         |                        | Boca Juniors               | 1               |                          |                          |  |  |             |             |  |  |                            |       |
|  | Étoile du Sahel         | 2 (2)                  | Boca Juniors               | 1               |                          |                          |  |  |             |             |  |  |                            |       |
|  | Étoile du Sahel         | 2 (2)                  |                            |                 |                          |                          |  |  |             |             |  |  |                            |       |
|  | Urawa Red D. (p.)       | 2 (4)                  |                            |                 |                          |                          |  |  |             |             |  |  |                            |       |
|  | Urawa Red D. (p.)       | 2 (4)                  |                            |                 |                          |                          |  |  |             |             |  |  |                            |       |
|  |                         |                        |                            |                 |                          |                          |  |  |             |             |  |  | 16 de diciembre – Yokohama |       |

### Eliminación preliminar
| 7 de diciembre de 2007, 19:45 | Sepahan                           | 3:1 (2:0) | Waitakere United  | Estadio Nacional, Tokio                                     |                                                             |
|                               | Mohammed 3', 4' · Abu Al-Hail 47' | Reporte   | Aghily 74' (a.g.) | Asistencia: 24.788 espectadores Árbitro(s): Marco Rodríguez | Asistencia: 24.788 espectadores Árbitro(s): Marco Rodríguez |

### Cuartos de final
| 9 de diciembre de 2007, 14:45 | Étoile du Sahel | 1:0 (0:0) | Pachuca | Estadio Nacional, Tokio                                 |                                                         |
|                               | Narry 85'       | Reporte   |         | Asistencia: 34.934 espectadores Árbitro(s): Mark Shield | Asistencia: 34.934 espectadores Árbitro(s): Mark Shield |

| 10 de diciembre de 2007, 19:30 | Sepahan    | 1:3 (0:1) | Urawa Red Diamonds                             | Estadio Toyota, Toyota                                   |                                                          |
|                                | Karimi 80' | Reporte   | Nagai 32' · Washington 54' · Aghily 70' (a.g.) | Asistencia: 33.263 espectadores Árbitro(s): Coffi Codjia | Asistencia: 33.263 espectadores Árbitro(s): Coffi Codjia |

### Semifinales
| 12 de diciembre de 2007, 19:30 | Étoile du Sahel | 0:1 (0:1) | Boca Juniors | Estadio Nacional, Tokio                                     |                                                             |
|                                |                 | Reporte   | Cardozo 37'  | Asistencia: 37.255 espectadores Árbitro(s): Claus Bo Larsen | Asistencia: 37.255 espectadores Árbitro(s): Claus Bo Larsen |

| 13 de diciembre de 2007, 19:30 | Urawa Red Diamonds | 0:1 (0:0) | Milan       | Estadio Internacional, Yokohama                             |                                                             |
|                                |                    | Reporte   | Seedorf 68' | Asistencia: 67.005 espectadores Árbitro(s): Jorge Larrionda | Asistencia: 67.005 espectadores Árbitro(s): Jorge Larrionda |

### Tercer lugar
| 16 de diciembre de 2007, 16:00 | Étoile du Sahel                     | 2:2 (1:1) (2:4 p.)         | Urawa Red Diamonds                 | Estadio Internacional, Yokohama                           |                                                           |
|                                | Frej 5' (pen.) · Chermiti 75'       | Reporte                    | Washington 35', 70'                | Asistencia: 53.363 espectadores Árbitro(s): Peter O'Leary | Asistencia: 53.363 espectadores Árbitro(s): Peter O'Leary |
|                                |                                     | Tiros desde el punto penal |                                    |                                                           |                                                           |
|                                | Nafkha · Ghezal · Ben Nasr · Traoui |                            | Washington · Abe · Nagai · Hosogai |                                                           |                                                           |

### Final
| 12         | POR        | Mauricio Caranta        |     |
| 4          | DEF        | Hugo Ibarra             |     |
| 20         | DEF        | Jonatan Maidana         |     |
| 29         | DEF        | Gabriel Paletta         |     |
| 3          | DEF        | Claudio Morel Rodríguez |     |
| 15         | MED        | Álvaro González         | 68' |
| 5          | MED        | Sebastián Battaglia     |     |
| 24         | MED        | Éver Banega             |     |
| 19         | MED        | Neri Cardozo            | 68' |
| 14         | DEL        | Rodrigo Palacio         |     |
| 9          | DEL        | Martín Palermo          |     |
| Entrenador | Entrenador | Miguel Ángel Russo      |     |

| 1          | POR        | Dida              |     |
| 3          | DEF        | Paolo Maldini     |     |
| 4          | DEF        | Kakha Kaladze     |     |
| 13         | DEF        | Alessandro Nesta  |     |
| 25         | DEF        | Daniele Bonera    |     |
| 8          | MED        | Gennaro Gattuso   | 65' |
| 21         | MED        | Andrea Pirlo      |     |
| 23         | MED        | Massimo Ambrosini |     |
| 10         | MED        | Clarence Seedorf  | 87' |
| 22         | MED        | Kaká              |     |
| 9          | DEL        | Filippo Inzaghi   | 76' |
| Entrenador | Entrenador | Carlo Ancelotti   |     |

| 8  | MED | Pablo Ledesma   | 68' |
| 11 | DEL | Leandro Gracián | 68' |

| 5  | MED | Emerson          | 65' |
| 2  | DEF | Cafú             | 76' |
| 32 | DEL | Cristian Brocchi | 87' |

| Anotado           | 22' | Rodrigo Palacio   | 1-1 |
| Anotado · Autogol | 85' | Massimo Ambrosini | 2-4 |

| Anotado | 21' | Filippo Inzaghi  | 0-1 |
| Anotado | 50' | Alessandro Nesta | 1-2 |
| Anotado | 61' | Kaká             | 1-3 |
| Anotado | 71' | Filippo Inzaghi  | 1-4 |

| Amonestado | 40' | Hugo Ibarra         |
| Amonestado | 55' | Sebastián Battaglia |
| Amonestado | 73' | Gabriel Paletta     |

| Amonestado | 22' | Massimo Ambrosini |
| Amonestado | 62' | Kaká              |

| Expulsado | 88' | Pablo Ledesma |

| Expulsado | 77' | Kakha Kaladze |

| Árbitro             | Marco Rodríguez |
| Árbitros asistentes | José Camargo    |
| Árbitros asistentes | Pedro Rebollar  |
| Cuarto árbitro      | Mark Shield     |

| 12         | POR        | Mauricio Caranta        |     |
| 4          | DEF        | Hugo Ibarra             |     |
| 20         | DEF        | Jonatan Maidana         |     |
| 29         | DEF        | Gabriel Paletta         |     |
| 3          | DEF        | Claudio Morel Rodríguez |     |
| 15         | MED        | Álvaro González         | 68' |
| 5          | MED        | Sebastián Battaglia     |     |
| 24         | MED        | Éver Banega             |     |
| 19         | MED        | Neri Cardozo            | 68' |
| 14         | DEL        | Rodrigo Palacio         |     |
| 9          | DEL        | Martín Palermo          |     |
| Entrenador | Entrenador | Miguel Ángel Russo      |     |

| 1          | POR        | Dida              |     |
| 3          | DEF        | Paolo Maldini     |     |
| 4          | DEF        | Kakha Kaladze     |     |
| 13         | DEF        | Alessandro Nesta  |     |
| 25         | DEF        | Daniele Bonera    |     |
| 8          | MED        | Gennaro Gattuso   | 65' |
| 21         | MED        | Andrea Pirlo      |     |
| 23         | MED        | Massimo Ambrosini |     |
| 10         | MED        | Clarence Seedorf  | 87' |
| 22         | MED        | Kaká              |     |
| 9          | DEL        | Filippo Inzaghi   | 76' |
| Entrenador | Entrenador | Carlo Ancelotti   |     |

| 8  | MED | Pablo Ledesma   | 68' |
| 11 | DEL | Leandro Gracián | 68' |

| 5  | MED | Emerson          | 65' |
| 2  | DEF | Cafú             | 76' |
| 32 | DEL | Cristian Brocchi | 87' |

| Anotado           | 22' | Rodrigo Palacio   | 1-1 |
| Anotado · Autogol | 85' | Massimo Ambrosini | 2-4 |

| Anotado | 21' | Filippo Inzaghi  | 0-1 |
| Anotado | 50' | Alessandro Nesta | 1-2 |
| Anotado | 61' | Kaká             | 1-3 |
| Anotado | 71' | Filippo Inzaghi  | 1-4 |

| Amonestado | 40' | Hugo Ibarra         |
| Amonestado | 55' | Sebastián Battaglia |
| Amonestado | 73' | Gabriel Paletta     |

| Amonestado | 22' | Massimo Ambrosini |
| Amonestado | 62' | Kaká              |

| Expulsado | 88' | Pablo Ledesma |

| Expulsado | 77' | Kakha Kaladze |

| Árbitro             | Marco Rodríguez |
| Árbitros asistentes | José Camargo    |
| Árbitros asistentes | Pedro Rebollar  |
| Cuarto árbitro      | Mark Shield     |

|                                                                       |
| Bandera de Italia                                                     |
| Campeón AC Milan                                                      |
| 1.er título 4.to título mundial considerando la Copa Intercontinental |

## Estadísticas

### Goleadores
| Nacionalidad | Jugador                 | Goles | Equipo             |
| ------------ | ----------------------- | ----- | ------------------ |
| Brasil       | Washington              | 3     | Urawa Red Diamonds |
| Irak         | Emad Mohammed           | 2     | Sepahan            |
| Italia       | Filippo Inzaghi         | 2     | AC Milan           |
| Irak         | Abdul-Wahab Abu Al-Hail | 1     | Sepahan            |
| Ghana        | Moussa Narry            | 1     | Étoile du Sahel    |
| Japón        | Yuichiro Nagai          | 1     | Urawa Red Diamonds |
| Irán         | Mahmoud Karimi          | 1     | Sepahan            |
| Argentina    | Neri Cardozo            | 1     | Boca Juniors       |
| Países Bajos | Clarence Seedorf        | 1     | AC Milan           |
| Túnez        | Saber Frej              | 1     | Étoile du Sahel    |
| Túnez        | Amine Chermiti          | 1     | Étoile du Sahel    |
| Argentina    | Rodrigo Palacio         | 1     | Boca Juniors       |
| Italia       | Alessandro Nesta        | 1     | AC Milan           |
| Brasil       | Kaká                    | 1     | AC Milan           |

### Balón de oro
| Jugador          | Equipo       | Nacionalidad |
| ---------------- | ------------ | ------------ |
| Kaká             | AC Milan     | Brasil       |
| Clarence Seedorf | AC Milan     | Países Bajos |
| Rodrigo Palacio  | Boca Juniors | Argentina    |

### Clasificación final
| Equipo | Equipo             | Pts | PJ | PG | PE | PP | GF | GC | Dif | Rend   |
| ------ | ------------------ | --- | -- | -- | -- | -- | -- | -- | --- | ------ |
| 1      | AC Milan           | 6   | 2  | 2  | 0  | 0  | 5  | 2  | 3   | 100%   |
| 2      | Boca Juniors       | 3   | 2  | 1  | 0  | 1  | 3  | 4  | -1  | 50%    |
| 3      | Urawa Red Diamonds | 4   | 3  | 1  | 1  | 1  | 5  | 4  | 1   | 44,44% |
| 4      | Étoile du Sahel    | 4   | 3  | 1  | 1  | 1  | 3  | 3  | 0   | 44,44% |
| 5      | Sepahan            | 3   | 2  | 1  | 0  | 1  | 4  | 4  | 0   | 50%    |
| 6      | Pachuca            | 0   | 1  | 0  | 0  | 1  | 0  | 1  | -1  | 0%     |
| 7      | Waitakere United   | 0   | 1  | 0  | 0  | 1  | 1  | 3  | -2  | 0%     |